# كاويان (فلاورجان)
كاويان (بالفارسية: کاویان) هي قرية تقع في البلدة المركزية في إيران. يقدر عدد سكانها بـ 1,795 نسمة .